# Astragalus grayi
Astragalus grayi är en ärtväxtart som beskrevs av Sereno Watson. Astragalus grayi ingår i släktet vedlar, och familjen ärtväxter. Inga underarter finns listade i Catalogue of Life.

## Bildgalleri

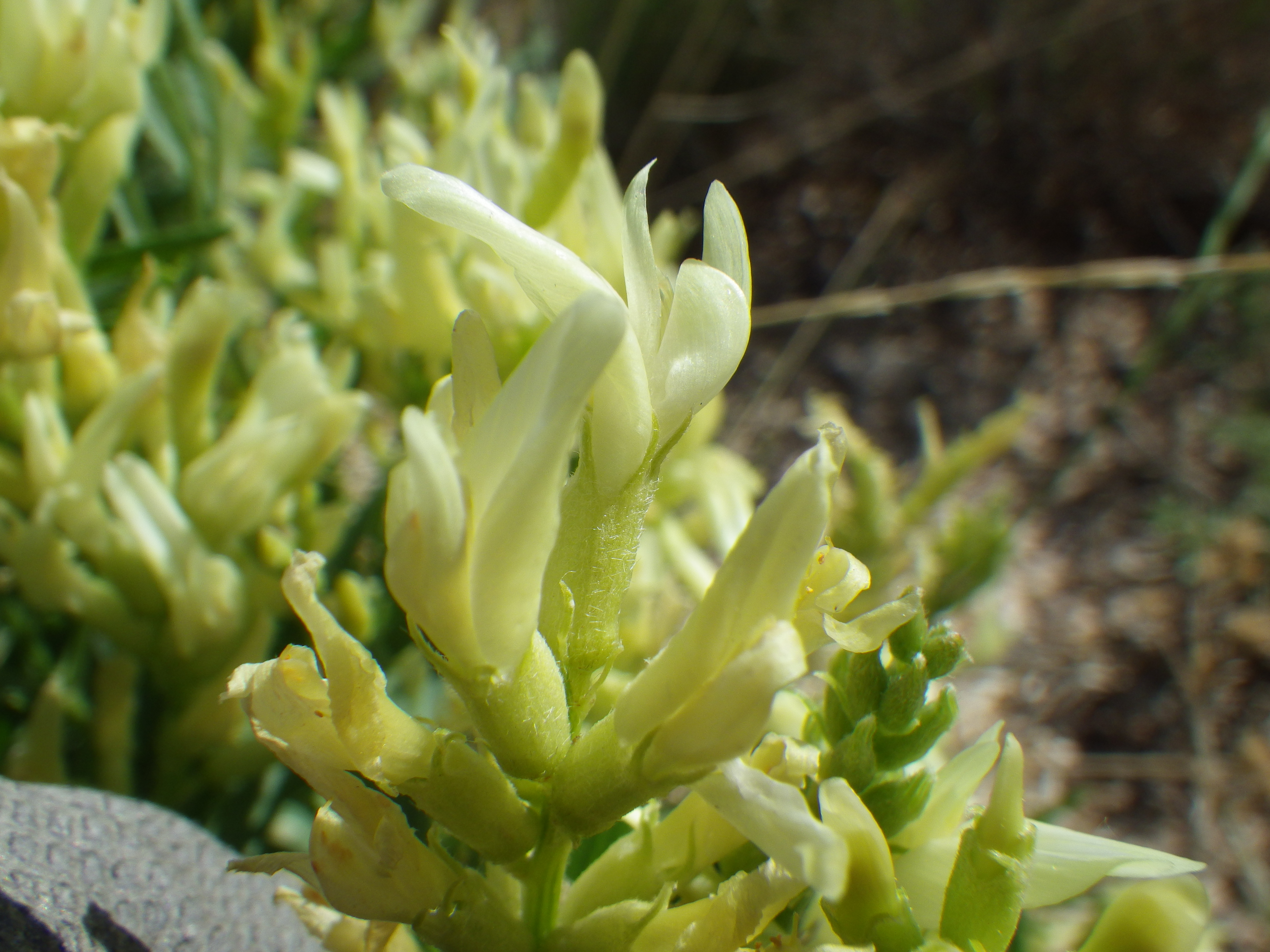
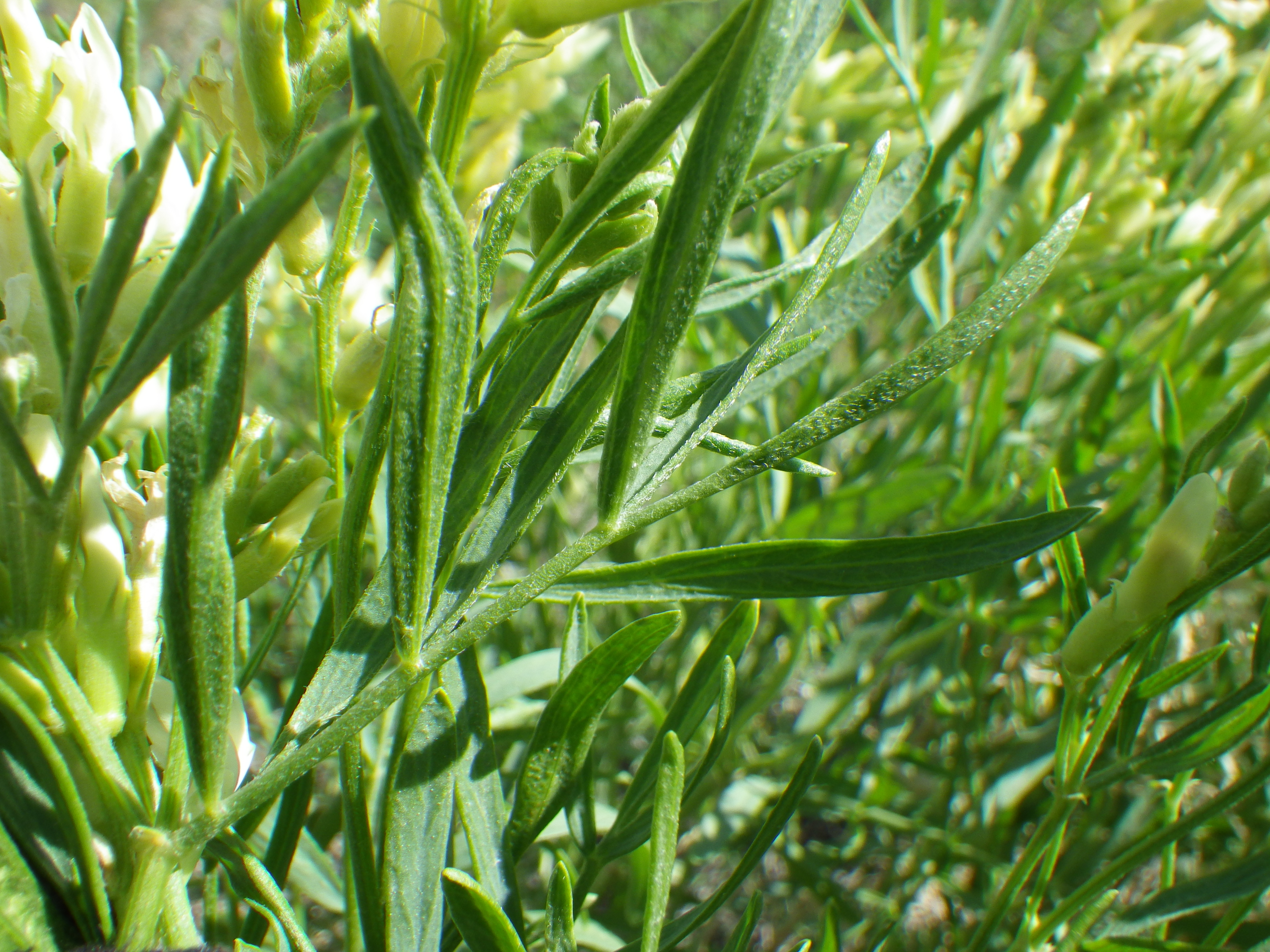